# Cabo Alava

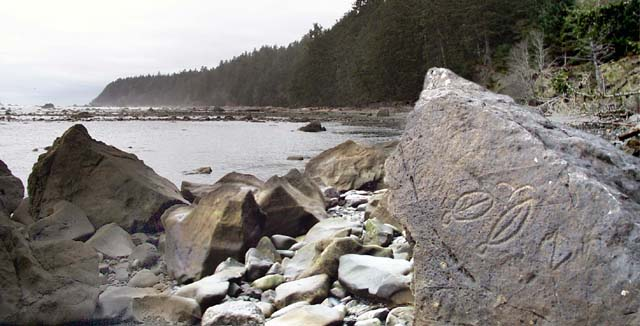
Petroglifos en Wedding Rocks, aproximadamente a 1 km al sur de cabo Alava.

El cabo Alava (del inglés: 'Cape Alava') es un cabo de la costa del océano Pacífico de los Estados Unidos que se halla en el condado de Clallam, Washington. Es el punto más occidental de los Estados Unidos continentales, siendo su longitud de 124°44'11.8 "O (durante la marea baja y caminando a la zona oeste de la isla Tskawahyah). El punto más occidental se encuentra en el parque nacional Olympic y la reserva india Ozette. El cabo Álava es accesible a través de un camino de 5 km con pasarelas de madera desde un puesto de guardabosques del parque.
Debido a la erosión y a las diferencias en las formas de medición, hay una controversia sobre cuál es el punto más occidental, el puesto se lo disputa el cabo Blanco, Oregón. Esta afirmación es difícil de justificar, ya que el cabo Blanco se encuentra más de 10 minutos de arco al este del cabo Álava. Otro motivo para la controversia se debe a que durante la marea alta, el cabo Alava está casi tan al oeste como el cabo Flattery.

## Historia
El cabo recibió este nombre en honor del español José Manuel de Álava (nacido en Vitoria, el 1 de enero de 1743) por su papel como comisionado en la solución del conflicto de Nutka en 1794.
A principios de 1834, un buque japonés, el Hojun Maru, tocó tierra en el cabo Alava después de 14 meses de deriva por el Pacífico. Mientras realizada un viaje de transporte de arroz a Edo, se vio arrastrado por una tormenta. En el momento de la llegada al cabo Alava, sólo tres de sus tripulantes estaban vivos. Luego fueron esclavizados y cuidados por un breve tiempo por los indios makah. Otokichi fue uno de los náufragos japoneses que posteriormente adquirió una cierta relevancia.